# Varea
Varea es una localidad de entidad menor adscrita al municipio de Logroño (España). Está situada al este del núcleo principal de la ciudad, junto al río Iregua. 

Mapa de las principales calles de Varea.

## Historia
Varea aparece poblada desde la Edad Antigua. La primera mención que se hace de su nombre figura en unas monedas escritas en alfabeto ibérico en el siglo II a. C. Bajo la dominación romana, recibía el nombre de Vareia y constituía el puerto fluvial del río Ebro más cercano a su nacimiento, como narra el historiador Plinio el Viejo. Otros historiadores que hacen referencia a Varea son Tito Livio y Ptolomeo, que la considera una de las tres ciudades más importantes de los Berones junto con Tritium Magallum (Tricio) y Libia (Herramélluri).
En el siglo XII se organizó en este barrio de Logroño, una corrida de toros para honrar a Rey Alfonso VII de León. Este había sido proclamado emperador en 1135, expresando la pretensión leonesa de hegemonía peninsular y de exclusividad en la reconquista contra los musulmanes. En la Edad Media su desarrollo se vio eclipsado por Logroño, en donde se concentraba la actividad comercial debido al paso del Camino de Santiago. A partir de entonces Varea quedó como núcleo urbano poblado principalmente por los agricultores de las tierras próximas En el año 1311 se produce la venta de Varea al concejo de Logroño por parte de los herederos de Gonzalo de Atienza y Guillermo del Valle, vecinos de Huesca. A pesar de la venta, la villa siguió manteniendo cierta independencia administrativa.
Hoy en día es el barrio más oriental de Logroño.

## Demografía
Varea contaba a 1 de enero de 2013 con una población de 1.933 habitantes, 997 hombres y 936 mujeres.
| Gráfica de evolución demográfica de Varea entre 2000 y 2010                                      |
|                                                                                                  |
| Población de derecho (2000-2010) según los censos de población del INE a 1 de enero de cada año. |

## Patrimonio
- Yacimiento de ruinas romanas.

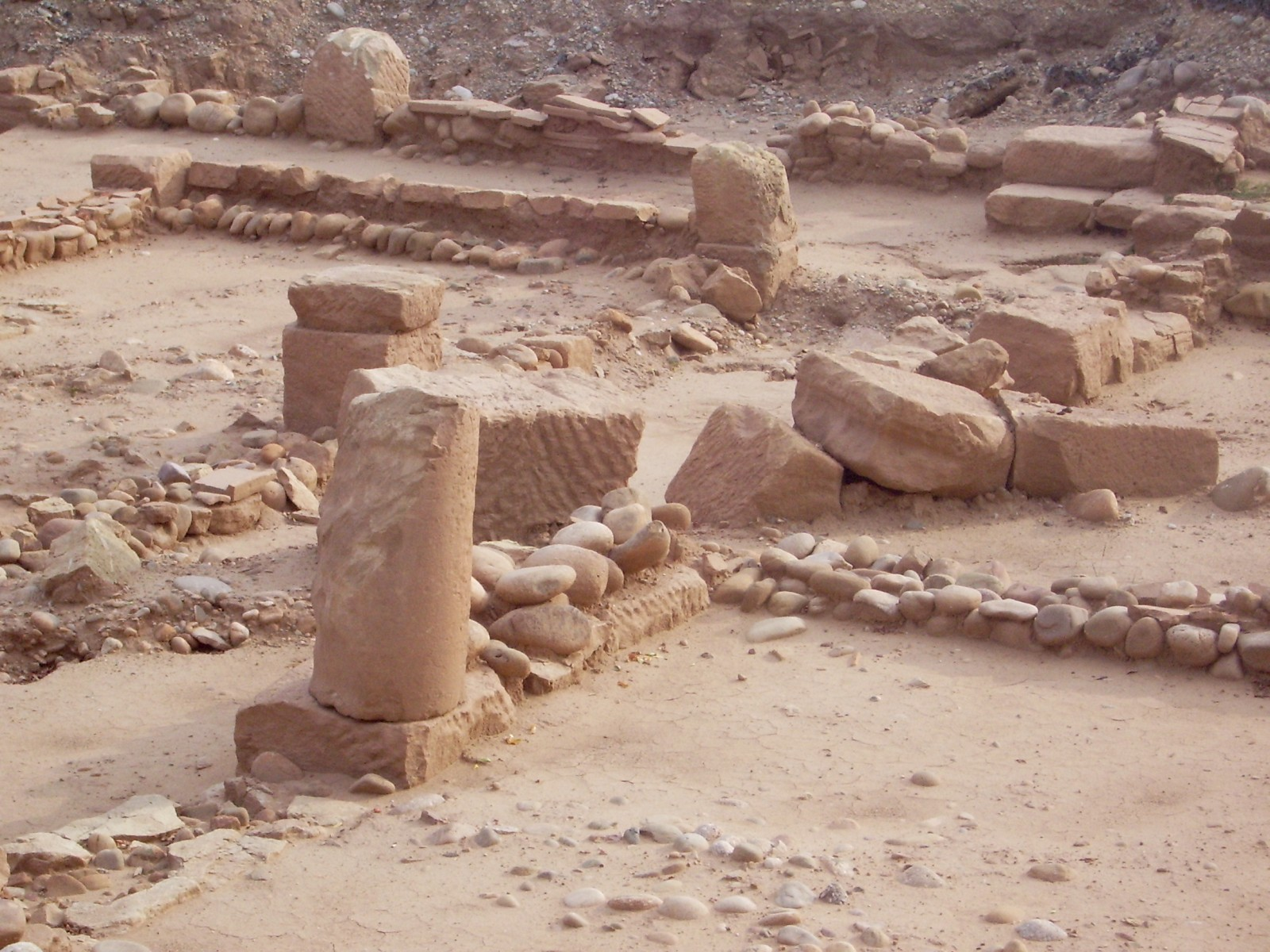
Restos romanos de Varea.

- Iglesia de San Cosme y San Damián, del siglo XV.

## Personas destacadas
Martín Zurbano: personaje ilustre de la España del siglo XIX. Nacido en 1788, fue labrador, guerrillero, contrabandista, miembro de la Logia española, General de los Ejércitos de España (llegó a Teniente General) y liberal progresista. Murió fusilado, junto a sus dos hijos, el 21 de enero de 1845.
Sheyla Gutiérrez: ciclista profesional, una de las mejores del mundo en categoría juvenil durante los años 2011 y 2012. Campeona de España de ciclismo en ruta 2017. Campeona de España de contrarreloj 2019. Ganadora de una etapa del Giro Rosa 2017. Ganadora de la Clásica Le Samyn 2017. 
Luis Burgos: pintor de renombre internacional y con un estilo personalísimo de colores vivos, donde destacan sus retratos con miradas muy marcadas.
Nerea Úbeda: Artista gráfica en producciones audiovisuales internacionales, entre ellas Pobres criaturas, de Yorgos Lanthimos, ganadora del León de Oro a la mejor película del festival de Venecia.